# Kostel svatého Petra a Pavla (Hosín)
Kostel svatého Petra a Pavla je původně románský kostel s mohutnou neorománskou přístavbou. Kostel se nachází přibližně uprostřed obce Hosín, na křižovatce hlavních cest z Českých Budějovic na Hlubokou a na Ševětín.

## Historie
Mezi lety 1260–1280 zde byl zbudován románský kostelík s apsidou. V období gotiky, kolem roku 1340, byl kostel z kapacitních důvodů rozšířen a původní románský kostelík byl do nového kostela zakomponován jako sakristie, která se kolem roku 1340 dočkala hodnotné freskové výzdoby. Tehdy také došlo k zaklenutí původně plochostropé lodi románské svatyně. K další přestavbě kostela došlo v období baroka, kdy byla v interiéru kostela zřízena kruchta pro provozování chrámové hudby.
Roku 1899 byl dosavadní farní kostel z větší části stržen a položen základní kámen ke stavbě nového novorománského kostela podle projektu architekta Jana Sedláčka. Tento kostel byl vysvěcen roku 1900 (viz pamětní kámen u hlavního vstupu). Původní románský kostelík (sakristie) byl opět bourání ušetřen a znovu začleněn do novostavby a přeměněn v boční kapli na východní straně. Při začleňování původního románského kostela do nové stavby (1901) byly na jeho zdech objeveny gotické malby. Ty restauroval akademický malíř Ludvík Kuba.
V současné době (2019) je kostel farním kostelem římskokatolické farnosti Hosín. Mše se konají každou neděli v 10:30.

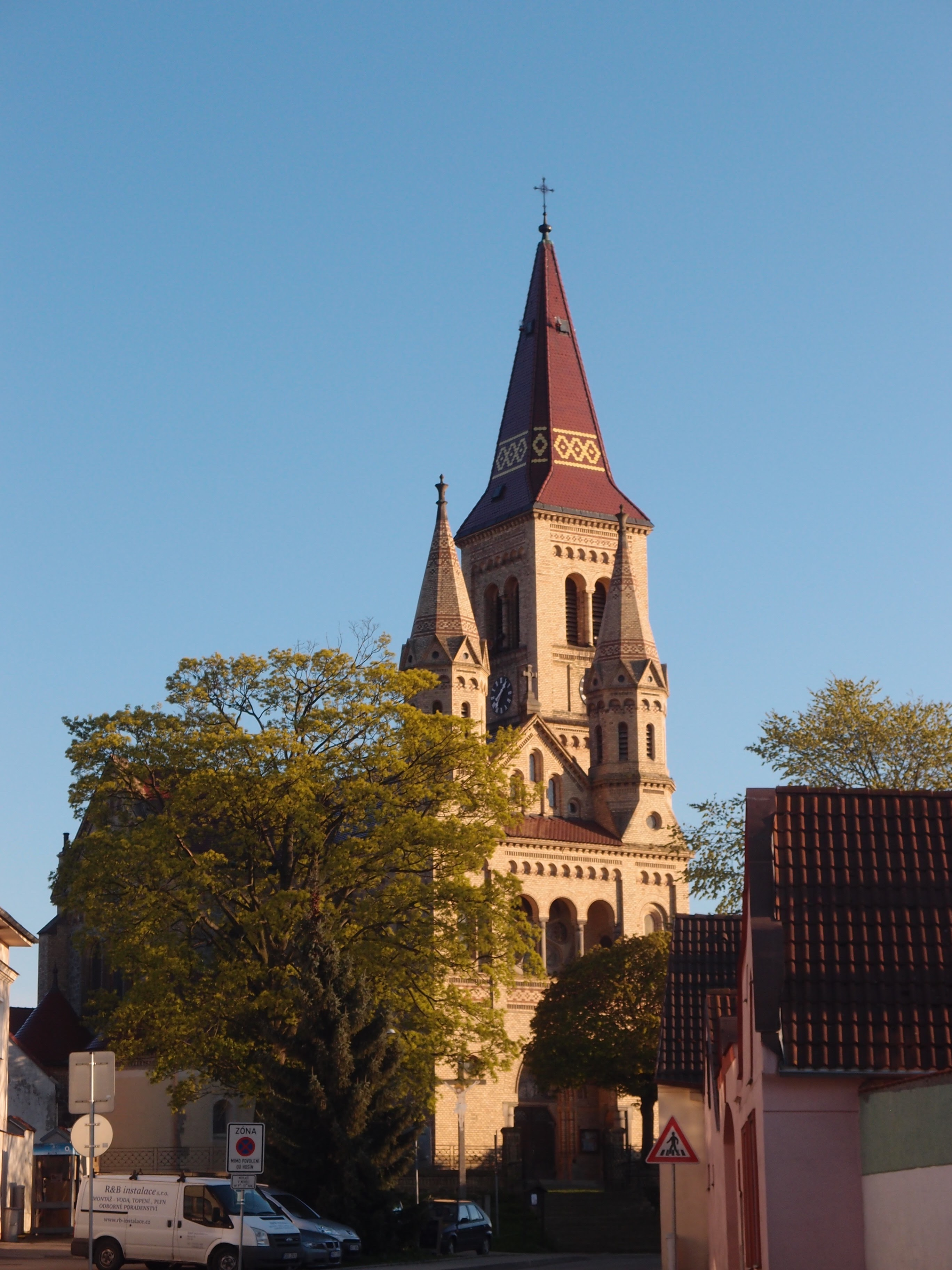
Pohled na průčelí kostela

## Architektura
Kostel je postaven částečně z kamene, podstatnou část zdiva ale tvoří žluté šamotové cihly ze šamotky ve Zlivi u Hluboké nad Vltavou. Kostel je na rozdíl od většiny chrámových staveb orientován presbytářem směrem na jih, nikoli k východu. Jeho půdorys má tvar rovnoramenného kříže se třemi apsidami v závěru, na východě pak k presbytáři přiléhá sakristie. Otevřená předsíň u západního průčelí kostela je vyzdobena erby někdejších hosínských vrchností.
Chrámová věž má čtvercový půdorys a je vysoká 36 metrů. Dvě menší věžičky zdobí severní průčelí kostela.

## Interiér
Součástí chrámového interiéru je celá řada dalších pozoruhodných architektonických prvků a umělecky ztvárněných kusů mobiliáře, povětšině pseudorománských, zčásti však také převzatých ze staršího vybavení kostela.

## Památková hodnota
Kostel je stavební dominantou obce i jejího okolí. Jedná se o hodnotný příklad raně středověké církevní stavby v jižních Čechách. Novodobá přestavba z konce 19. a 20. století je pak významným dobovým příkladem církevní stavby v novorománském slohu. Kostel lze rovněž považovat za doklad projevu křesťanské víry v daném regionu, a to od raného středověku až po současnost.